# Rancho Folclórico Danças e Cantares de Santa Maria de Olival
Rancho Folclórico Danças e Cantares de Santa Maria de Olival é uma associação cultural da freguesia de Olival, no concelho de Vila Nova de Gaia.
Foi fundado em 1977 sendo legalizado notarialmente em 1980. Desde 1983 é membro efectivo da Federação do Folclore Português. Mais recentemente faz também parte da Associação das Colectividades de Vila Nova de Gaia.
Este rancho localiza-se geograficamente numa zona banhada a norte pelo rio Douro, no extremo sul de Vila Nova de Gaia, tocando já o concelho de Santa Maria da Feira, explicando assim que folcloricamente pertença às Terras de Santa Maria e represente a antiga província do Douro Litoral.
Nas suas deslocações, por permuta, o grupo já visitou a Espanha, França, Itália e Croácia.
Em termos de recolhas etnográficas, o seu trabalho incidiu sobre da região onde o grupo está inserido, mantendo ainda hoje esta actividade, sendo possuidor, desde 1986, de um Museu/Exposição de Alfaias Agrícolas e Utensílios Domésticos.
O "Museu Etnográfico de Danças e Cantares Santa Maria de Olival" está assim ligado à etnografia, religiosidade popular, alfaias agrícolas, cozinha rústica e ao interior de casa antiga.
Todos os anos é responsável por um Festival Internacional de Folclore. Este grupo faz ainda a reconstituição da desfolhada do resto e canta as janeiras pela vila e pela freguesia de Olival.
Sede: Rua Major Abreu, 1000 - 4415-765 - Olival